# أوسكا
اوسكا او فوشكا ( بالبولندية: اوسكا, بالاوكرانية: الاذن, بيلاروسيا) ( وتعني "الاذن الصغيرة") الفطائر الصغيرة (نسخة من الفطائر الملفوفة والصغيرة جدا) تملئ عادة بفطر الغابة البري و/ او اللحم المفروم. عادة ما يتم تقديمها مع شوربة البورش( شوربة اوكرانية), مع ذلك يمكن اكلها بسهولة مع الزبدة الذائبة و الاعشاب ( الثوم المعمرعادة ) المرشوش.
عندما تمون نباتية ( يتم ملئها فقط بالفطر او البصل) وهي جزء من الاطباق التقليدية في ليلة عيد الميلاد في بولندا و اوكرانيا, اما تضاف الى الشوربة, او تؤكل كطبق جانبي.

## تسميات أخرى
تسمى باللغات المختلفة
- البولندية: اوسكا
- البيلاروسية : فوشكي
- الاوكرانية : فوشكا (الاذن)

## انظر ايضا
- بيلميني
- بيروغة
- كريبلاش
- مولتاش

## روابط خارجية
- الوصفة: اوسكا
- الوصفة: فوشكا (فطائر الاذن الصغيرة الاوكرانية)
- الوصفة الاصلية للاوسكا